# Needham Market
Needham Market ist eine Stadt und eine Verwaltungseinheit im District Mid Suffolk in der Grafschaft Suffolk, England. Im Jahr 2011 hatte es eine Bevölkerung von 4528. Needham Market ist 12,8 km von Ipswich entfernt.

## Persönlichkeiten
- June Brown (1927–2022), Schauspielerin